# Lâu đài Lednica
Lâu đài Lednica (tiếng Slovakia: Lednica hrad) là tàn tích của một lâu đài thuộc địa phận làng Lednica, vùng Trenčín, Slovakia.

## Lịch sử
Lâu đài Lednica được xây dựng vào khoảng cuối thế kỷ 13. Lúc bấy giờ, lâu đài là tài sản của hoàng gia, đảm nhiệm chức năng bảo vệ biên giới phía tây bắc của Hungary. Vào đầu thế kỷ 14, quý tộc Matúš Čák Trenčiansky đã tạm thời quản lý lâu đài này. Sau năm 1321, lâu đài lại thuộc sở hữu của nhà vua. Các chủ sở hữu tiếp theo của lâu đài bao gồm: gia đình Pakšiov (từ năm 1392), Henk (một nhà quý tộc gốc Séc), anh em Sobek và Matej Bielikovci (người gốc Kornica ở Silesia), gia đình Podmanick (1504 - 1558), gia đình Telekeši (Thelekessi) của Košice (từ năm 1559), và thị trưởng Tekov -  František Dobov (từ năm 1601).
Sau trận chiến Trenčín diễn ra vào năm 1708, tương tự các lâu đài khác ở khu vực xung quanh, lâu đài Lednica nằm dưới quyền kiểm soát của quân đội triều đình. Sau khi quân đội triều đình đàn áp được cuộc nổi dậy của Hoàng tử xứ Transylvania František Rákóczi II, quân đội đã thiêu rụi lâu đài vào năm 1710.